# 一戸友里
いちのへ 友里（いちのへ ゆり、1978年9月8日 - ）は、ロシアの声アナウンサー・東京特派員。FM BIRD所属のフリーアナウンサー、ラジオパーソナリティ。

## 来歴・人物
青森県弘前市出身。東京外国語大学外国語学部ロシア語専攻卒業。在学中に、舞台ミュージカル『赤毛のアン』の主役アンに抜擢され、卒業後に女優デビュー。
2007年6月よりロシア国営国際ラジオロシアの声アナウンサーとしてモスクワ赴任。
2009年6月帰国。
現在も、東京特派員としてロシアの声の短波・中波・WEB配信の番組を担当。
女子アナならぬ“ロシアナ”と称してロシア関連イベントを中心に司会業や執筆活動もおこなっている。

## 現在の出演番組
- ロシアの声
- まいにちロシア語（2016年4月〜9月） - 進行役

## 過去の出演番組
- 明日に架ける橋（TOKYO FM毎週金曜17時30分 〜）
- CMNTTグループ
- CMDr.Large化粧品
- CMキリンビール
- 東日本旅客鉄道（JR東日本）はやてキャンペーン モデル
- ケロッグスコーンフレークス モデル
- ミュージカル『赤毛のアン』主演アン役（東京国際フォーラム）
- PROPAGANDA STAGE VOL.20記念公演「VOICE」（2005年8月、東京芸術劇場小ホール1）
- ショートフィルム『OHH-LA-LA』ヒロインみちる役（監督：菅野宏彰）
- WEB『日立ビジュアルマガジン』ナビゲーター 2006〜2007
- 『ぷちマダムのぷちバカンス』ハワイ編レポーター（テレビ朝日）
- 『リ・フ・レ』タイ編レポーター（フジテレビ）
- 日露修好150周年記念外務省回航事業レセプション 司会
- ロシア大使館日露合同新年会 司会
- ロシア文化フェスティバル2009～2022 司会

## 執筆活動
- 2003 - 2005 - Хочу!ハチュー!（東奥日報WEB東奥メールエッセイ連載）
- 2003 - 2005 - Люблю!リュブリュー!（NTTコミュニケーションズ・電話で聞くVポータル連載）
- 2004 - 2005 - Умею!ウメーユ!（ロシア風お菓子作り　ネットマガジン連載）
- 2006  - 「A－Яのロシア案内」（「流行通信」12月号内一部）
- 2006 - 2007 - いちのへ友里のсобор！さぼ〜る！（NHK教育テレビ「ロシア語会話」テキストにて連載）
- 2007  - ロシアナのロシアな話（河北新報かれいどすこーぷ連載）